# Maria Gorokhòvskaia
Maria Gorokhòvskaia (en rus: Мария Гороховская; en ucraïnès: Марія Гороховська) (Ievpatòria, Unió Soviètica 1921 - Tel-Aviv, Israel 2001) fou una gimnasta artística soviètica, guanyadora de set medalles olímpiques.

## Biografia
Va néixer el 17 d'octubre de 1921 a la ciutat de Ievpatòria, situada a la península de Crimea, que en aquells moments formava part de la República Socialista Soviètica d'Ucraïna (Unió Soviètica) i que avui dia forma part d'Ucraïna.
Va morir el 7 de juliol de 2001 a la ciutat de Tel-Aviv (Israel), on s'havia establert l'any 1990 amb la seva família d'origen jueu.

## Carrera esportiva
Va participar, als 30 anys, en els Jocs Olímpics d'Estiu de 1952 realitzats a Hèlsinki (Finlàndia), on per primera vegada les dones pogueren competir de forma individual (des de 1928 hi havia competició femenina però únicament en la prova d'equips). En aquests Jocs aconseguí guanyar set medalles olímpiques, un fet que encara cap dona ha superat en uns Jocs: la medalla d'or en la prova femenina per equips i en la prova individual, i la medalla de plata en la prova d'exercici de terra, salt sobre cavall, barres asimètriques, barra d'equilibris i la prova de concurs per aparells.
Al llarg de la seva carrera guanyà dues medalles en el Campionat del Món de gimnàstica artística, entre elles una medalla d'or.